# Nova Corps
Nova Corps è un'organizzazione immaginaria di polizia/militare intergalattica, che compare nell'universo Marvel.
Il gruppo fu ideato da Marv Wolfman, e comparve per la prima volta nel n. 204 di Fantastic Four del 1979.

## Storia del gruppo
Il Nova Corps viene descritto come originariamente un gruppo di esplorazione e milizia spaziale del pianeta Xandar. Consisteva in 500 membri, con gradi che andavano da "corpsman" a "centurione" e il loro leader era Nova Prime.
La fonte di potere del Nova Corps è una energia chiamata "Nova Force", illimitata e garantita da un supercomputer chiamato il l'Uni-Mente Xandariano.
Il Nova Corps ha due priorità: difendere la civiltà xandariana e salvaguardare l'Uni-Mente.
Il Nova Corps e il pianeta Xandar furono distrutti tre volte: la prima dal criminale alieno Zorr, la seconda dalla piratessa spaziale Nebula e la terza dall'armata di Annihilus.
Durante Secret Invasion, in cui gli Skrull si infiltrano fra i supereroi nel tentativo di conquistare la Terra, il Nova Corps venne ri-creato per una quarta volta da Richard Rider per difendere l'edificio del Progetto Pegasus dagli Skrull. La loro base operativa si trovava all'interno di Ego, rinominato Nu-Xandar.
Durante la guerra tra i Kree e gli Shi'ar, l'Uni-Mente Xandariano reclutò nuovi membri del corpo senza consultare Richard. Questi dopo aver appreso che Ego il pianeta vivente era diventato un membro del corpo protestò contro l'Uni-Mente e venne radiato dal corpo. Dopo che molte delle nuove reclute furono uccise dalla guardia imperiale degli Shi'ar, Ego venne a sua volta radiato dal corpo e Richard tornò ad esserne invece un membro. Dopodiché Richard decise di addestrare le reclute sopravvissute, fra le quali vi era suo fratello minore Robert.
Durante la guerra contro il Cancroverso, Richard assorbì la Nova Force dalle reclute per usarla contro Thanos. Richard morì apparentemente prima di restituirla, lasciando il corpo senza potere.
Quando la forza della Fenice tornò sulla Terra, durante la saga Avengers vs. X-Men, un nuovo membro del corpo, di nome Sam Alexander, aiutò i Vendicatori a fermarla.

### Nova Force
La "Nova Force" è la fonte di energia dei membri del corpo, che viene generata dal supercomputer chiamato "Uni-Mente Xandariano". La quantità di Nova Force a cui a un membro è consentito di accedere è determinata dal suo grado. Più alto è il grado e più energia si può usare. È stato mostrato, come nel caso di Garthan Saal, che una certa esposizione a una massiccia quantità di Nova Force può portare un individuo alla follia.
La Nova Force consente a chi la possiede varie abilità (la cui intensità varia a seconda del grado), inclusa forza, velocità, riflessi e percezione sovrumane. Consente anche di volare alla velocità della luce e poteri energetici come sparare raggi elettromagnetici e impulsi gravimetrici. Permette anche di creare dei portali. Il collegamento con l'Uni-Mente consente di analizzare i dati dei nemici, interfacciarsi con i computer, protezione da attacchi mentali e ricevere trasmissioni da fonti vicine.
Come corpsman, Richard Rider utilizzò varie tute da Nova realizzate dal suo compagno di squadra dei New Warriors Dwayne Taylor. Queste tute avevano abilità addizionali. Altri corpsman sono stati visti utilizzare armi più tradizionali, come delle armi da fuoco.

### I gradi del Nova Corps
Elenco dei gradi dei Nova, dal più alto al più basso.
- Nova Prime
- Centurione
- Denarian
- Millenian
- Corpsman

## Altri media

### Cinema
Il Nova Corps compare nel film Guardiani della Galassia. Glenn Close ha il ruolo di Nova Prime, il leader del corpo. John C. Reilly interpreta Rhomann Dey.

### Televisione
- Il Nova Corps compare in un episodio della serie animata Super Hero Squad Show.
- Uno dei protagonisti della serie animata Ultimate Spider-Man, Sam Alexander, è un membro dei Nova Corps, ed è anche un membro del team di Spider Man.
- Uno dei protagonisti della serie animata Guardiani della Galassia, basata sul film omonimo.